# キャンディス・ミシェル
キャンディス・ミシェル（Candice Michelle Beckman-Ehrlich、1978年9月30日 - ）はアメリカ合衆国の女子プロレスラー、ディーヴァ。ウィスコンシン州ミルウォーキー出身。アメリカのプロレス団体WWEに所属していた。現在はフリー。

## 来歴
10代の頃からモデルとして、雑誌やテレビなど様々なメディアに出演する。その中にはヌードモデルやポルノ映画への出演も含まれる。
2004年に行われたディーヴァサーチで最終の10人には選ばれなかったがその後WWEと契約を交わす。契約直後は試合以外で何度かRAWに出演していたがその後トレーニングを重ね試合にも出るようになる。
2005年6月にSmackDown!に移籍するが8月にRAWに戻り、トリー・ウィルソンやビクトリアと共に2005年のディーヴァサーチの優勝者のアシュリーをいじめるヒールキャラとなる。その後トリッシュ・ストラタスやミッキー・ジェームスがアシュリーに付き抗争を繰り広げる。
2006年になるとトリーと仲間割れし、ビクトリアと共にトリーと対立する。7月にはビクトリアと対立しベビーターンする。その後リタなどと抗争するが10月27日のRAWで負傷し、戦線離脱する。
2007年のニュー・イヤーズ・レボリューションで復帰し、ミッキー対ビクトリアの女子王座戦でビクトリアに加勢しようとしたメリーナをマリアと共に排除し、ミッキーの王座防衛をアシストする。1月22日のRAWでミッキーと組み、復帰戦を行いビクトリア＆メリーナ組に勝利する。
復帰後はメリーナと抗争を開始し、6月のヴェンジェンスでメリーナから女子王座を奪取する。その後は何度か王座を防衛するが10月のWWE・ノー・マーシーでベス・フェニックスに敗れ王座を失う。10月22日のRAWで鎖骨を骨折し、欠場する。
2008年の2月18日のRAWで復帰する。3月17日に復帰後の初試合を行い、復帰戦を勝利で飾る。しかし試合中左肩を負傷し、またも欠場となる。レッスルマニア24に出場が決まっていたが怪我のためアシュリーが代理で出場となる。そして9月1日のRAWで復帰し、復帰戦で勝利する。10月のノー・マーシーで女子王者のベス・フェニックスに挑むも王座奪取とはならなかった。その後もベビーとして活動する。
2009年になってからは試合よりバックステージの映像や他のディーヴァのサポートといった形での出場が多くなる。その後足首を負傷し、出場が予定されていた4月5日のレッスルマニア25のディーヴァ・バトルロイヤルには優勝者へのプレゼンターとして出場する。
その後追加ドラフトでSmackDown!へ移籍が決定するが移籍後SmackDown!に登場することなく6月19日に解雇される。
WWE所属時はディーヴァとして活動する傍らPLAYBOYの表紙を飾ったり、テレビなど様々なメディアに出演するなどWWE以外での活動も盛んであった。

## 得意技
キャンディラッパー
クリスチャンのキル・スイッチ（アンプリティアー）と同じように捕らえ、後ろに倒れこまずヘッドロックで捕らえ、ジャンプしてブルドッグに移る。
フライング・ヒール・キック

## 獲得タイトル
- WWE・女子王座 : 1回
- 24/7王座 : 1回

## 入場曲
- What Love is